# Vorstendom Palts-Simmern (1459-1598)
Het vorstendom Palts-Simmern (Duits: Fürstentum Pfalz-Simmern) was een wereldlijk Rijksvorstendom in het westen van het Heilige Roomse Rijk. Het vorstendom werd geregeerd door het huis Palts-Simmern, een zijlinie van de Paltische tak van het Huis Wittelsbach. Het hof was gevestigd in Simmern.
Het vorstendom bestond uit verschillende niet aaneengesloten landsdelen tussen de Rijn en de Moezel. De kern van het land lag rond Simmern op de Hunsrück, ten zuiden daarvan lagen landerijen rond de Donnersberg. Een deel van hun gebieden, zoals Stromberg, moesten de vorsten van Simmern delen met de keurvorsten van de Palts. Daarnaast waren de vorsten mede-heersers van het graafschap Sponheim. In 1500 werd Palts-Simmern ingedeeld bij de Boven-Rijnse Kreits.
Palts-Simmern ontstond in 1459, na de verdeling van het vorstendom Palts-Simmern-Zweibrücken tussen Frederik I van Simmern en diens jongere broer Lodewijk I van Zweibrücken. In tegenstelling tot de vorsten van Zweibrücken stelden Frederik I en zijn opvolgers zich neutraal op in de Rijkspolitiek. Tijdens de regering van de humanistische Johan II (1509–1557) beleefde het vorstendom een bloeiperiode. In 1559 erfde Frederik II van Simmern de Palts en werd keurvorst. Simmern viel aan zijn jongere broers totdat het in 1598 met de Palts verenigd werd.

## Geschiedenis

### Ontstaan
Palts-Simmern ontstond bij de tweedeling van het Palts-Simmern-Zweibrücken, een vorstendom aan de linkerzijde van de Rijn. Simmern-Zweibrücken was in 1410 opgericht voor Stefan, de derde zoon van Ruprecht III van de Palts. Via zijn vrouw Anna, de enige dochter van graaf Frederik III van Veldenz, erfde Stefan in 1444 nog de graafschappen Veldenz en een deel van Sponheim. Op 16 september 1444 liet Stefan in een oorkonde vastleggen dat zijn gebieden verdeeld moesten worden onder zijn twee wereldlijk gebleven zoons. Frederik I, de oudste zoon, zou het noordelijke deel met Simmern en Sponheim erven, de jongere Lodewijk I kreeg Zweibrücken en Veldenz.
Frederik I volgde zijn grootvader Frederik III van Veldenz na diens overlijden aan het einde van 1444 direct op als graaf van Sponheim. Hij vestigde zijn hofhouding in het kasteel van Kastellaun. In 1453 trad Stefan af en droeg de regering over aan zijn zoons. Na Stefans overlijden in 1459 verdeelden Frederik I en diens jongere broer Lodewijk I zijn gebieden definitief onder elkaar. Frederik verplaatste zijn hof naar Simmern, dat de hoofdplaats van het nieuwe vorstendom Palts-Simmern werd.

## Heersers
- 1459–1480: Frederik I
- 1480–1509: Johan I
- 1509–1557: Johan II
- 1557–1559: Frederik II
- 1559–1569: George
- 1569–1598: Richard